# Banner
Banner (anglicky „prapor“, „plakát“, česky se někdy označuje jako reklamní proužek) je druh reklamy používaný na WWW stránkách, či v softwarových aplikacích. Jedná se o zpravidla obdélníkový obrázek či animaci, případně interaktivní grafiku zobrazenou nejčastěji poblíž okraje obrazovky. Bannery tvoří stále jednu z nejčastějších forem reklamy na Internetu.
Původně byly bannery tvořeny statickým obrázkem či animací (typicky ve formátu .gif (s podporou animace) nebo statický .jpeg), později se také rozšířil formát o kombinaci s HTML nebo JavaScriptovým kódem umožňujícím dynamické načítání obsahu nebo interakci s uživatelem (typicky formuláře). Těmto rozšířeným formátům kombinujícím grafiku a kód se říká richmedia a zahrnuje i specifické grafické formáty pouštěné v prohlížeči pomocí pluginů. Nejznámějším takovýmto specifickým formátem je Flash od společnosti Adobe (původně šlo o produkt Macromedie), který umožňuje jistou míru interaktivity – reakce na pohyb myší nad bannerem, použití zvuků, videa, 3D grafiky apod.

## Platba reklamy
Postupně se vyvinulo mnoho různých modelů platby za internetovou reklamu ve formě bannerů. Nejstarší a základní způsob prodeje a plateb je za počet impresí – zobrazení banneru ve stránce nebo stránkách. Ceny jsou uváděny v jednotkách tisíc zobrazení (načtení v prohlížeči návštěvníkem při běžném používání) a tato jednotka je označovaná jako CPT (cost per thousand – cena za tisíc). Tento způsob vyžaduje použití plánovacího reklamního systému na straně obsahového serveru, který zajišťuje optimální rozložení zobrazení v zadaném množství a naproti tomu nabízí nejefektivnější využití dostupného počtu zobrazování na stránkách obsahového serveru.
Jinou možností je platba za určité konkrétní umístění ve stránce nebo části webu na určitou fixní dobu; obchodně označované jako sponzorství (sponsorship). Tento způsob je vhodný v případech, kdy není k dispozici plánovací reklamní systém na straně obsahového serveru. Obchodně se používá i na obsah, který není a nebude jiným způsobem využíván (takto placené zobrazování je v daném čase exkluzivní).
Další možností je platba za uskutečněné kliknutí, kdy k platbě dochází až po vyhodnocení za určité období. Tento způsob má blízko obchodnímu modelu kontextové reklamy. Variací tohoto způsobu je provizní platba z uskutečněných objednávek (přesměrovaný návštěvník po kliknutí na banner provede objednávku, případně provede objednávku do určitého času, například měsíc) nebo kombinací s provizní platbou a platbou za kliknutí případně kombinací platbou za kliknutí a fixním paušálem za počet zobrazení.

## Reakce na bannery
Bannery jakožto jedna z prvních a nejznámějších forem internetové reklamy byly již od svého vzniku terčem nesouhlasu internetových uživatelů. Sama reklama na webu byla zvláště v počátcích WWW chápána jako nepřijatelná komercializace „čistého“ projektu, zvláště animované bannery pak byly kritizovány za to, že rozptylují a zhoršují pohodlí uživatelů. Dnešní interaktivní formy reklamy pak dokonce mohou překážet při čtení stránek (a někdy je uživatel např. nucen je zavřít kliknutím na správné místo).
U klasických bannerů byl posléze objeven jev známý jako banner blindness („bannerová slepota“), kdy se zjistilo, že uživatelé prakticky ignorují informace poskytované ve formě grafických bannerových rozměrů na standardních místech. Tento jev měl vysvětlit pokles úspěšnosti bannerů měřených poměrem kliků k počtu zobrazení. Takto měřená úspěšnost je přímo úměrná vyspělosti a zkušenosti návštěvníků internetu, kdy zpočátku na vysoké úspěšnosti měl podíl raketový nástup nových uživatelů a rostoucí obsah internetových stránek s ne zcela komerčním zaměřením, v současnosti je v dlouhodobém měření úspěšnost měřená v rozsáhlých reklamních systémech konstantní. I z důvodu tohoto jevu se postupně objevily různé velikosti a formy internetové reklamy. Některé směřovaly ke změnám umístění v pozici stránky (kontextová reklama pod textem nebo mezi odstavci textu) nebo chování (reklama „rolující“ z podkladového rozměru a krátkodobě překrývající obsah). Jiné ke zvyšování rozměrů reklamy nebo naopak k redukci formy (textová reklama).
Postupně se také objevily různé nástroje, které umožňují reklamu filtrovat – uživatele od ní zcela izolovat. Tyto nástroje mají nejčastěji podobu proxy serverů či pluginů do prohlížečů. Zvláště někteří provozovatelé internetových serverů však používání takových nástrojů považují za neférové a neprozíravé, neboť poskytovatelé služeb a tvůrci obsahu (redaktoři) jsou financováni právě pomocí příjmů z reklamy a bez této reklamy jim hrozí zánik.

## Standardizace
Používání reklamy na standardním obsahu je regulováno profesními a oborovými sdruženími a svazy, které definují technické parametry a přijatelné používání a chování reklam. V České republice je tímto profesním sdružením Sdružení pro internetovou reklamu.

### Standardní velikosti

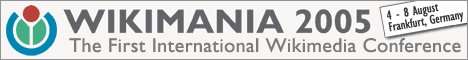
Příklad banneru o rozměrech 468×60 pixelů

Ačkoli bannery mohou mít teoreticky libovolné rozměry, v praxi se používá většinou několik specifických velikostí, které se masivně rozšířily. Původní bannery měly velikost 468×60 pixelů (označovaný jako fullbanner), dnes jsou často používány také velikosti 250×250, 88×31, 120×600, 125×125 a další. Řadu takových rozměrů (označovaných jako interactive marketing units, imu) standardizovalo například sdružení Interactive Advertising Bureau Archivováno 6. 2. 2016 na Wayback Machine., v Česku vydalo doporučené standardy reklamních formátů Sdružení pro internetovou reklamu.